# Övernäs

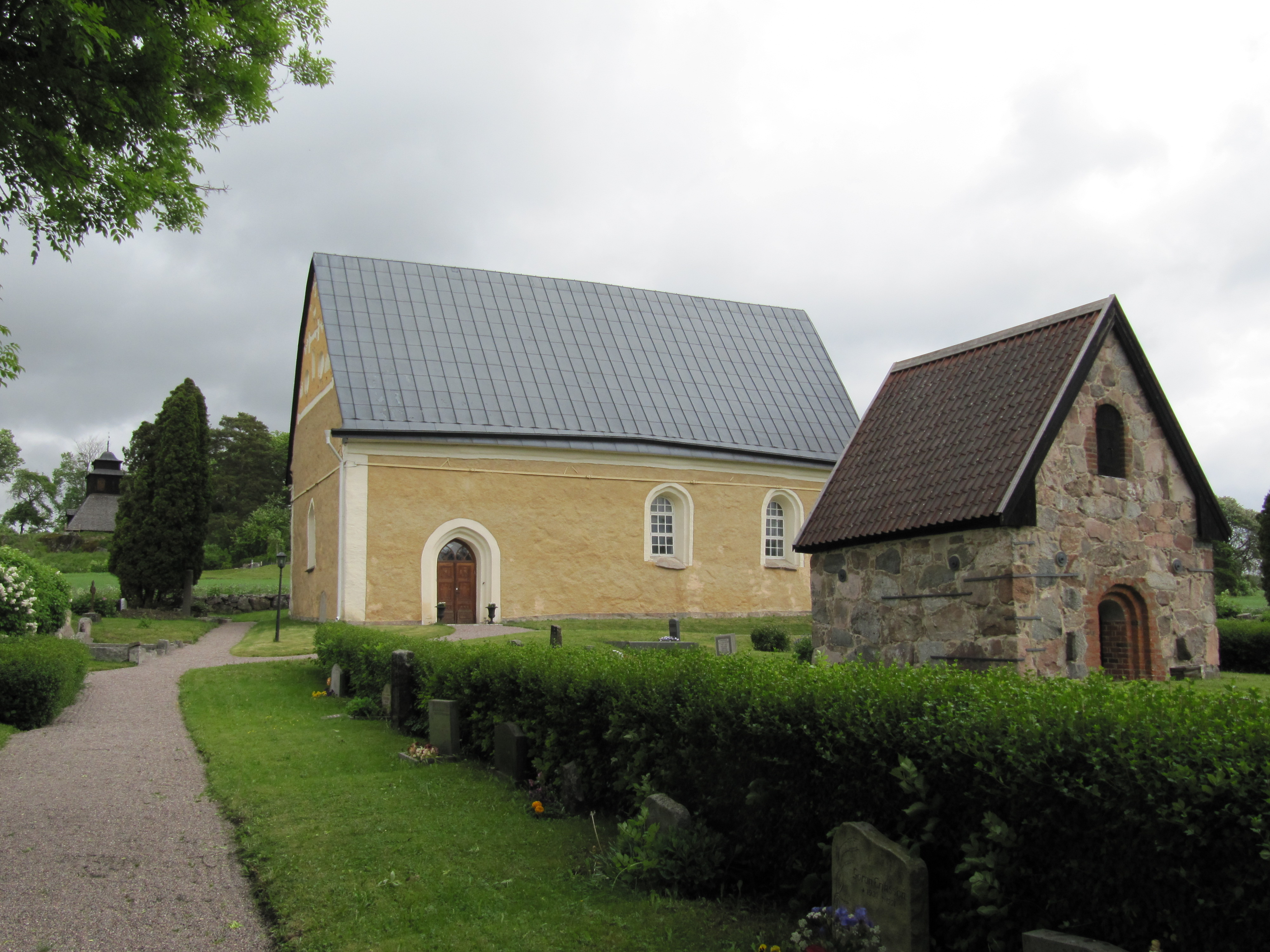
Uppsala-Näs kyrka.

Övernäs är kyrkby Uppsala-Näs socken, Uppsala kommun. I byn ligger Uppsala-Näs kyrka.
Byn omtalas första gången 1292 (’curiam meam Næs’), då Magnus Johansson (Ängel)) testamenterade sin gård i byn till Uppsala domkyrka. Testamentet godkändes 1295 av systersonen Johan Ängel. Gården blev därefter biskopsgård. År 1299 daterade Nils Allesson brev här, och 1303–1304 benämnde han Näs "vår huvudgård". Därefter verkar Övernäs ha blivit brukat av lantbor, och även ett antal frälseätter verkar ha ägt jord i Övernäs. I handlingarna kallas byn dock oftast bara för Näs, vilket gör den svår att skilja från Ytternäs. År 1509 köpte Nils Bosson (Grip) två gårdar i Övernäs av Dorotea Knutsdotter (Banér). Dessa gårdar återlöstes av Mats Persson (upplänning, som var gift med Birgitta Kristernsdotter (Vasa), dotter till Dorothea Knutsdotter. Perioden 1540–46 fanns klockarbostället i Övernäs. Från 1559 ingick Övernäs i Örbyhusgodsen.